# Александров, Николай Васильевич (учёный)
Николай Васильевич Алекса́ндров (1908 — ?) — советский учёный, специалист в области электрической изоляции, изобретатель, лауреат Сталинской премии.

## Биография
Родился в сентябре 1908 года.
Окончил Казанский государственный университет (1930).
В 1930—1974 работал в ВЭИ имени В. И. Ленина.
В 1938 году защитил кандидатскую диссертацию, в 1943 году — докторскую.
В конце 1930-х годах разработал надёжную систему изоляции для электробура.
В 1944 году один из участников создания двуручной цепной электропилы ВАКОПП-1.
С 1950 году руководил разработкой и совершенствованием предложенной им прогрессивной термореактивной изоляции «Монолит».
С 1974 года заведующий сектором перспективных разработок Всесоюзного научно-исследовательского и проектно-технологического института электроизоляционных материалов (ВНИИЭИМ).
Автор 25 изобретений.

## Награды и премии
- орден Ленина
- орден Трудового Красного Знамени
- орден «Знак Почёта» (16 мая 1947)
- медали
- Сталинская премия II степени (14 марта 1941) — за изобретение электробура

## Сочинения
- Александров Н. В. Исследование свойств электроизоляционных материалов при повышенной влажности : Лекция / М-во культуры СССР. Всесоюз. заоч. энергет. ин-т. Кафедра электротехн. материалов и кабельной техники. — Москва : Б. и., 1953. — 24 с. : черт. ; 20 см
- Электроизоляционные пропиточные составы на основе эпоксидных смол, применяемые зарубежными фирмами [Текст] / Н. В. Александров, Р. С. Холодовская, Л. С. Збарская. Москва : Отд-ние ВНИИЭМ по науч.-техн. информации в электротехнике, 1970